# Grandval (Puy-de-Dôme)
Grandval – miejscowość i gmina we Francji, w regionie Owernia-Rodan-Alpy, w departamencie Puy-de-Dôme.
Według danych na rok 1990 gminę zamieszkiwały 124 osoby, a gęstość zaludnienia wynosiła 13 osób/km² (wśród 1310 gmin Owernii Grandval plasuje się na 720. miejscu pod względem liczby ludności, natomiast pod względem powierzchni na miejscu 827.).